# Cuphea dusenii
Cuphea dusenii är en fackelblomsväxtart som beskrevs av Emil Bernhard Koehne. Cuphea dusenii ingår i släktet blossblommor, och familjen fackelblomsväxter. Inga underarter finns listade i Catalogue of Life.